# HC Druten
HC Druten is een Nederlandse hockeyclub uit de Gelderse plaats Afferden.
De club werd opgericht in 2005 en speelt op Sportpark De Gelenberg waar ook een tennis- en een voetbalvereniging zijn gevestigd. In het seizoen 2012/13 komen het eerste heren- en damesteam uit in de Vierde klasse van de KNHB.